# Jean Helleu
Pour les articles homonymes, voir Jean Helleu (peintre) et Helleu.
Jean Helleu, né le 26 juin 1885 à Paris et mort le 30 mai 1955 à Paris, est un homme politique français.

## Biographie
Il est le fils de Joseph Helleu, Archiviste paléographe, et de Nathalie Le Bourgeois.  Il devient après des études juridiques, docteur en droit en 1908. Il se marie en 1909 avec Jeanne Wallon, petite-fille d'Henri Wallon. En 1911, après le concours des Affaires étrangères, il devient diplomate. Il est d'abord attaché d'ambassade à Berlin en mai 1911,  puis secrétaire à Tanger en mars 1913. Sous-lieutenant de chasseurs à pied, il est mobilisé lors de la Première Guerre mondiale, avant d'être attaché au cabinet de René Viviani de juin 1914 à août 1915, puis remis à disposition.

### Diplomatie
Attaché à la Direction politique et commerciale du ministère des Affaires étrangères en septembre 1915, il est nommé secrétaire à l'étranger : Athènes en octobre 1916, Berne en février 1918, Berlin en octobre 1919. Il est attaché au secrétariat de la Conférence de la Paix en 1919.
Il est ensuite secrétaire d'ambassade à Athènes en 1923, Moscou en 1924, 1927-1930, puis mis à la disposition du Haut-commissariat en Syrie de 1930 à 1933.  Devenu ministre plénipotentiaire : il est délégué à la Résidence générale de France au Maroc de 1933 à 1936, à Tallinn, en 1936, à Prague en 1939 et à Téhéran la même année, et en février 1941 à Athènes.

### France Libre
Il est nommé ambassadeur de France en Turquie le 1er juillet 1941. À la suite du retour de Pierre Laval, en compagnie de son épouse, et des secrétaires d'ambassade Georges Balaÿ et Robert Gillet, il rejoint la France libre en août 1942, où il est le premier ambassadeur de France rallié. Il est révoqué par le gouvernement de Vichy le 16 août 1942, et remplacé par Gaston Bergery.

### Le Levant
Nommé délégué général de la France libre au Levant le 8 juin 1943, succédant au général Georges Catroux, il est placé à la tête des territoires sous mandat du Levant (Syrie, Liban). Malgré un accord de principe pour l'indépendance du Liban, les gaullistes tentent de maintenir le pays sous contrôle. Un conflit éclate entre les partisans résolus de l'indépendance: Jean Helleu fait emprisonner le gouvernement du Liban le 11 novembre. Le 22 novembre 1943, la France libre était obligée, devant les menaces britanniques et les efforts des Libanais, de libérer le gouvernement et d'accorder l'indépendance au pays.

### Politique
Il devient chargé de mission auprès du ministre des Affaires étrangères le 1er décembre 1944. Il est président de la commission d'épuration du ministre des Affaires étrangères à partir de juin 1945. Il part à la retraite le 18 août 1945. Il est chevalier en 1921, puis officier en 1931, puis commandeur en décembre 1945, au titre de la Résistance, et Grand officier de la Légion d'honneur le 21 avril 1950.
Il est élu le 8 décembre 1946 au Conseil de la République en Mayenne sous l'étiquette du MRP. Sous la même étiquette, son fils Yves Helleu (1910-1946) est député de l'Allier en 1946. Il démissionne du MRP pour rejoindre le Mouvement des Républicains Populaires Indépendants, fondé en 1948. Il cesse à partir de 1948 toute activité politique et meurt à Paris en 1955.

## Détail des fonctions et des mandats
Mandat parlementaire
- 8 décembre 1946 - 7 novembre 1948 : Sénateur de la Mayenne